# Agustín Huici
Agustín Huici fue un militar español que participó en la lucha contra la independencia hispanoamericana en el Alto Perú y el norte de la República Argentina.

## Biografía
Huici aparece como comandante de las Compañías de Fernando VII del ex Regimiento Fijo de Buenos Aires cuando menos tras la reorganización de sus fuerzas que dispuso el brigadier José Manuel de Goyeneche en julio de 1811, tras su victoria batalla de Huaqui.

### Cochabamba
Al producirse un nuevo alzamiento en Cochabamba favorable a las Provincias Unidas del Río de la Plata, a comienzos de marzo de 1812 Goyeneche dispuso la convergencia del Ejército Real del Perú en varias columnas para destruir el movimiento revolucionario. Huici partió de La Laguna (Tomina, Chuquisaca) el 12 de mayo al frente del Tercer Cuerpo del ejército realista.
La columna debió enfrentar en su avance la oposición de los indios a quienes derrotó en el Alto de las Cañas y en Vallegrande. Durante su marcha, destruyó por completo el pueblo de Pucará por su adhesión al movimiento emancipador.
Continuó su avance hasta reunirse con el resto del ejército el 15 de junio en Socona. El ejército unido entró en Cochabamba el 28 y 29 de mayo, sometiendo a la ciudad a tres días de saqueo y múltiples incendios que la dejaron en ruinas, «en castigo de su repetida infidelidad».

### Entrada al norte argentino
En agosto de 1812 se produce la invasión del ejército español al norte del actual territorio argentino. El ejército, fuerte en 3000 hombres, se encontraba a las órdenes del general Pío Tristán, primo de Goyeneche. Pese a haber reorganizado las fuerzas patriotas derrotadas en Huaqui, su nuevo comandante, el general patriota Manuel Belgrano, carecía de los recursos para resistir y obedeciendo las órdenes de Buenos Aires el 23 de agosto de 1812 ordena la retirada de San Salvador de Jujuy y dispone arrasar las cosechas y evacuar población, mulas, caballos y ganado, en lo que sería llamado el Éxodo jujeño.
Al iniciarse el avance sobre Salta, Huici fue reemplazado interinamente al frente de las Compañías de Fernando VII por el capitán Manuel Vidal y asumió el mando de la vanguardia en conjunto con el teniente coronel Llanos.
El avance de la división de la vanguardia realista comandada por el que fue llamado por Manuel Belgrano el «más solemne ladrón y asesino que ha pisado las Provincias Unidas del Río de la Plata» culminó en la ocupación de la ciudad de Salta, ya evacuada por los patriotas que continuaron su marcha hacia el sur, a fines de agosto. Allí, Huici designó gobernador político provisional a José Eugenio Tirado, que era regidor del cabildo de Salta.
Huici detuvo su avance antes del río Pasaje, donde en la margen opuesta se hallaban los patriotas, en espera de refuerzos, guerrillas al mando del teniente coronel Leefdael, retrasado en su marcha, así como 4 piezas de artillería volante y 5 compañías de granaderos al mando del teniente coronel Juan Tomás Moscoso, que arribaría el día 6. Al desplazarse la retaguardia enemiga, sin aguardar a Moscoso, el 3 de septiembre de 1812 Huici avanzó hasta el río de las Piedras.
Ese día, al frente de 600 soldados, atacó por sorpresa la retaguardia patriota comandada por el mayor general Eustoquio Díaz Vélez que cubría la retirada de las tropas. Las tropas de Díaz Vélez se replegaron desordenadamente, mezcladas con los atacantes y atropellando al resto del ejército que estaba acampado al Sur. Sin embargo, Belgrano aprovechó el desorden enemigo y dispuso un rápido contraataque que convirtió al llamado combate de las Piedras en una victoria.

Huici, que bajaba por Camino de las Postas, al notar que el camino por Trancas había sido abandonado por el Ejército del Norte, avanzó hacia esa localidad sin protección alguna. Así lo relata el general José María Paz: «se le ocurrió al coronel Huici adelantarse unas pocas cuadras de la cabeza de la columna, y entrar primero que todos a dicha villa. Una pequeña partida de paisanos que, al mando del capitán don Esteban Figueroa, se retiraba al acercarse la columna, vio llegar tres hombres y desmontarse en una casa que hallaron habitada; creyeron tener tiempo de apoderarse de ellos antes que los socorriese la columna, y así lo hicieron: eran el expresado coronel Huici, un portaestandarte Negreiros y un capellán. Después de que los hubieron tomado, los obligaron a montar a caballo y los hicieron volar más que correr; todo lo que hicieron sus compañeros para alcanzarlos y recuperarlos fue inútil. Esto había sucedido a las cuatro de la tarde; a las doce de la noche estaban en Tucumán».

### Prisionero de guerra
Huici era considerado «feroz y cruel» tanto por los patriotas como por sus pares. El escritor Mariano Torrente escribió acerca del personaje: «Hubo al mismo tiempo algunos otros comandantes que imitaron aquel rigor en este teatro de sangre i entre ello el teniente coronel don Agustín Huici sentimos verdaderamente que estos lunares hayan empañado el lustre de tan heroicas campañas».
Esos antecedentes hicieron temer a Tristán por la suerte de su oficial, por lo que le escribió a Belgrano solicitándole humanidad en el trato del prisionero, prometiéndole actuar de manera equivalente con los prisioneros a su cargo. Tristán acompañó su petición con 50 onzas de oro para cubrir los gastos del coronel Huici.
El mismo día de recibida la nota, Belgrano le respondió asegurándole que el coronel Huici sería tratado con todas las consideraciones correspondientes como prisionero de guerra de las Provincias Unidas. Afirmando su confianza en que Tristán trataría con respeto y consideración a los prisioneros patriotas, le devolvió el oro a fin de que los utilizara en beneficio de estos.
Huici fue luego trasladado al centro de detención en la provincia de San Luis. A comienzos de noviembre de 1814, Vicente Dupuy lo incluiría junto con el coronel Pedro Barreda, el capitán Pedro Ugarte y el subteniente Domingo Vidart, entre aquellos prisioneros que «no sólo habían difundido noticias falsas y despreciativas sobre los acontecimientos americanos, sino que trataron de soliviantar a algunos vecinos, y sostuvieron activa correspondencia -la cual fue interceptada- con los realistas de Córdoba», lo que los hizo acreedores de un severo trato.
Las condiciones de detención provocaron efectivamente quejas del teniente coronel Huici, pero nuevamente sus antecedentes no le granjearon consideraciones: «enemigos tan bárbaros como el famoso Agustín Huici, reclamaban candorosamente bienestares imposibles».
Trasladado al fuerte Santa Catalina, en Río Cuarto, huyó en abril de 1816.
Fue capturado y al ser conducido desde Mendoza a Buenos Aires, debió quedar en San Luis, enfermo e imposibilitado de continuar el viaje. El 12 de julio de 1816, restablecido, el coronel realista marchó hacia su destino, custodiado hasta San José del Morro por el teniente José Gregorio Calderón, falleciendo al llegar. Calderón regresó con las pertenencias del difunto a San Luis, lo que le valió acusaciones de haberlo asesinado con el fin de robarle.

### Filiación
Existen referencias a una persona de nombre Juan Agustín Huici y Arbeláiz nacido el 28 de enero de 1746 en Goizueta, Pamplona, hijo de Juan Martín Huici y Echeberría y de María Ignacia de Arbeláiz y Recarte. Casó con Agustina de Narbarte el 12 de abril de 1773 en su pueblo natal y tuvo varios hijos: Juan Ascencio (1773, fallecido en Caracas), Josefa Ignacia (1776), Francisco Ignacio (1780), Alberto (1780) y Juan Domingo de Huici y Narbarte. Nada permite afirmar que este relacionado con el biografiado.
Sin embargo otro Juan Agustín de Huizi, natural también de Goizueta, pero que consta como hijo de Pablo Huizi y de María Magdalena de Arribillaga, solicitó en diciembre de 1792 autorización para «pasar a Buenos Aires, a dirigir la casa de comercio que en esa ciudad tiene su tío Agustín de Arribillaga», y a bordo de la fragata La Liebre arribó a Montevideo en febrero de 1793.